# Homologische algebra
Homologische algebra is de tak van de wiskunde die homologie in een algemene algebraïsche context bestudeert. Het is een relatief jonge discipline, waarvan de oorsprong kan worden getraceerd in onderzoekingen in de combinatoriële topologie, een voorloper van de algebraïsche topologie, en de abstracte algebra, de theorie van de modules en syzygieën, aan het eind van de 19e eeuw, vooral door Henri Poincaré en David Hilbert. 
De ontwikkeling van homologische algebra was nauw verweven met de opkomst van de categorietheorie. De homologische algebra  is in grote lijnen de studie van homologische functors en de complexe algebraïsche structuren die zij inhouden. De verborgen structuur van de wiskunde is geweven uit ketencomplexen, die in hun homologie en cohomologie tot uiting komt. Homologische algebra biedt de middelen om informatie uit deze ketencomplexen te halen en deze informatie in de vorm van homologische invarianten van ringen, modules, topologische ruimten, en andere wiskundige objecten. Een krachtig instrument om dit te doen zijn spectrale reeksen. 
Vanaf het allereerste begin heeft de homologische algebra een grote rol gespeeld in de algebraïsche topologie. De invloedssfeer heeft zich geleidelijk uitgebreid en omvat thans commutatieve algebra, algebraïsche meetkunde, algebraïsche getaltheorie, representatietheorie, wiskundige natuurkunde, operator-algebra's, functietheorie en de theorie van de partiële differentiaalvergelijkingen. K-theorie is een onafhankelijke discipline die zich baseert op methoden uit de homologische algebra en hetzelfde geldt voor de niet-commutatieve meetkunde van Alain Connes.